# Actenia marrakechensis
Actenia marrakechensis är en fjärilsart som beskrevs av Pierre Leraut 2000. Actenia marrakechensis ingår i släktet Actenia och familjen mott. Inga underarter finns listade i Catalogue of Life.